# Naturschutzgebiet Hamorsbruch und Quellbäche

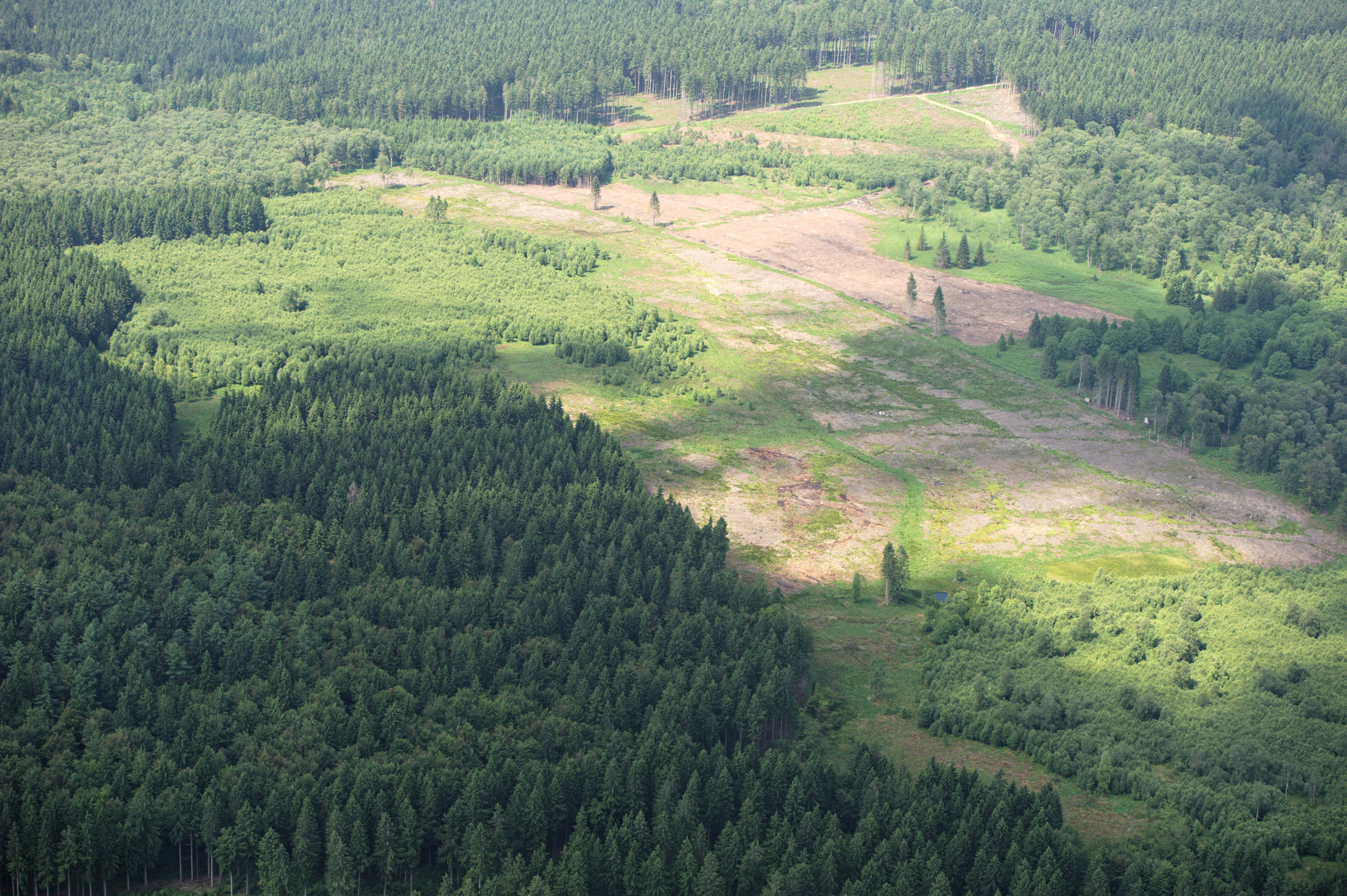
Bereich des Hamorsbruchs (Stadt Warstein und Meschede)

Das Naturschutzgebiet Hamorsbruch und Quellbäche ist ein 307,12 ha großes Naturschutzgebiet (NSG) südlich von Warstein im Kreis Soest in Nordrhein-Westfalen. Das Gebiet wurde 1942, 1954 und 1966 von der Bezirksregierung Arnsberg per Verordnung als NSG ausgewiesen. Das NSG grenzt direkt an die Kreisgrenze. Auf dem Stadtgebiet von Meschede im Hochsauerlandkreis grenzt direkt das Naturschutzgebiet Hamorsbruch / Bermecke an. Das NSG ist seit 2004 Teil des gleichnamigen FFH-Gebietes (Nr. DE-4515-301) mit 464 ha Größe.

## Gebietsbeschreibung
Bei dem NSG handelt es sich um torfmoosreiche Birkenmoorwälder, naturnahe Bachläufe und strukturreiche Buchenwälder. Auf den anmoorigen Böden im Bereich der Moorwälder sind zahlreiche Quellbäche ausgebildet. Diese Bäche speisen die Bermecke und den Bilsteinbach, zwei Fließgewässer, die alle Strukturelemente naturnaher Fließgewässer der Mittelgebirge aufweisen. Die Krautschicht der Moorwälder ist artenreich. Im Bereich von Quellhorizonten sind Erlenbruchwälder vorhanden. Der westliche Teil des NSG umfasst einen ca. 1.000 Meter langen Abschnitt der Bermecke und der östliche Bereich umfasst einen ca. 2.000 Meter langen Abschnitt des Bilsteinbaches. Die naturnahen, unverbauten Bäche weisen einen mäandrierenden Lauf auf und sind von artenreichen Erlenauwäldern begleitet, die z. T. auf anmoorigen Böden stocken. Die Moorwälder werden von der Moor-Birke  dominiert, die auf bis zu zwei Meter mächtigen Torfkörpern stocken. Die im Gebiet stockenden Fichtenbestände sind durch kleinere, sumpfige Schwarzerlenwälder aufgelockert.

## Schutzzweck
Mit dem NSG sollen die torfmoosreiche Birkenmoorwälder, die naturnahe Bachläufe und die strukturreichen Buchenwälder geschützt werden. Wie bei allen Naturschutzgebieten in Deutschland wurde in der Schutzausweisung darauf hingewiesen, dass das Gebiet „wegen der Seltenheit, besonderen Eigenart und Schönheit des Gebietes“ zum Naturschutzgebiet wurde.